# پائولین دیویس-تامپسون
پائولین دیویس-تامپسون (انگلیسی: Pauline Davis-Thompson؛ زادهٔ ۹ ژوئیهٔ ۱۹۶۶) دونده اهل باهاما است.
از افتخارات وی میتوان به کسب دو مدال طلا در بازی‌های المپیک تابستانی ۲۰۰۰ اشاره کرد.